# Мельгар-де-Фернаменталь
Мельгар-де-Фернаменталь (ісп. Melgar de Fernamental) — муніципалітет в Іспанії, у складі автономної спільноти Кастилія-і-Леон, у провінції Бургос. Населення — 1872 особи (2010).
Муніципалітет розташований на відстані близько 230 км на північ від Мадрида, 46 км на захід від Бургоса.
На території муніципалітету розташовані такі населені пункти: (дані про населення за 2010 рік)
- Мельгар-де-Фернаменталь: 1753 особи
- Сан-Льйоренте-де-ла-Вега: 64 особи
- Санта-Марія-Анануньєс: 15 осіб
- Тагарроса: 14 осіб
- Вальтьєрра-де-Ріопісуерга: 26 осіб

## Демографія
Динаміка населення (INE ):